# Acropora echinata
Acropora echinata е вид корал от семейство Acroporidae. Видът е световно застрашен, със статут Уязвим.

## Разпространение и местообитание
Разпространен е в Австралия, Британска индоокеанска територия, Вануату, Индия, Индонезия, Кирибати, Коморски острови, Мавриций, Мадагаскар, Майот, Малайзия, Малдиви, Маршалови острови, Мианмар, Микронезия, Мозамбик, Науру, Нова Каледония, Палау, Папуа Нова Гвинея, Провинции в КНР, Реюнион, Сейшели, Сингапур, Соломонови острови, Тайван, Тайланд, Тувалу, Фиджи, Филипини, Шри Ланка и Япония.
Среща се на дълбочина от 4 до 25 m, при температура на водата от 28 до 28,1 °C и соленост 34,3 – 34,4 ‰.

## Описание
Популацията им е намаляваща.